# Epitaaf van Cornelia Maria Catharina Andreoli

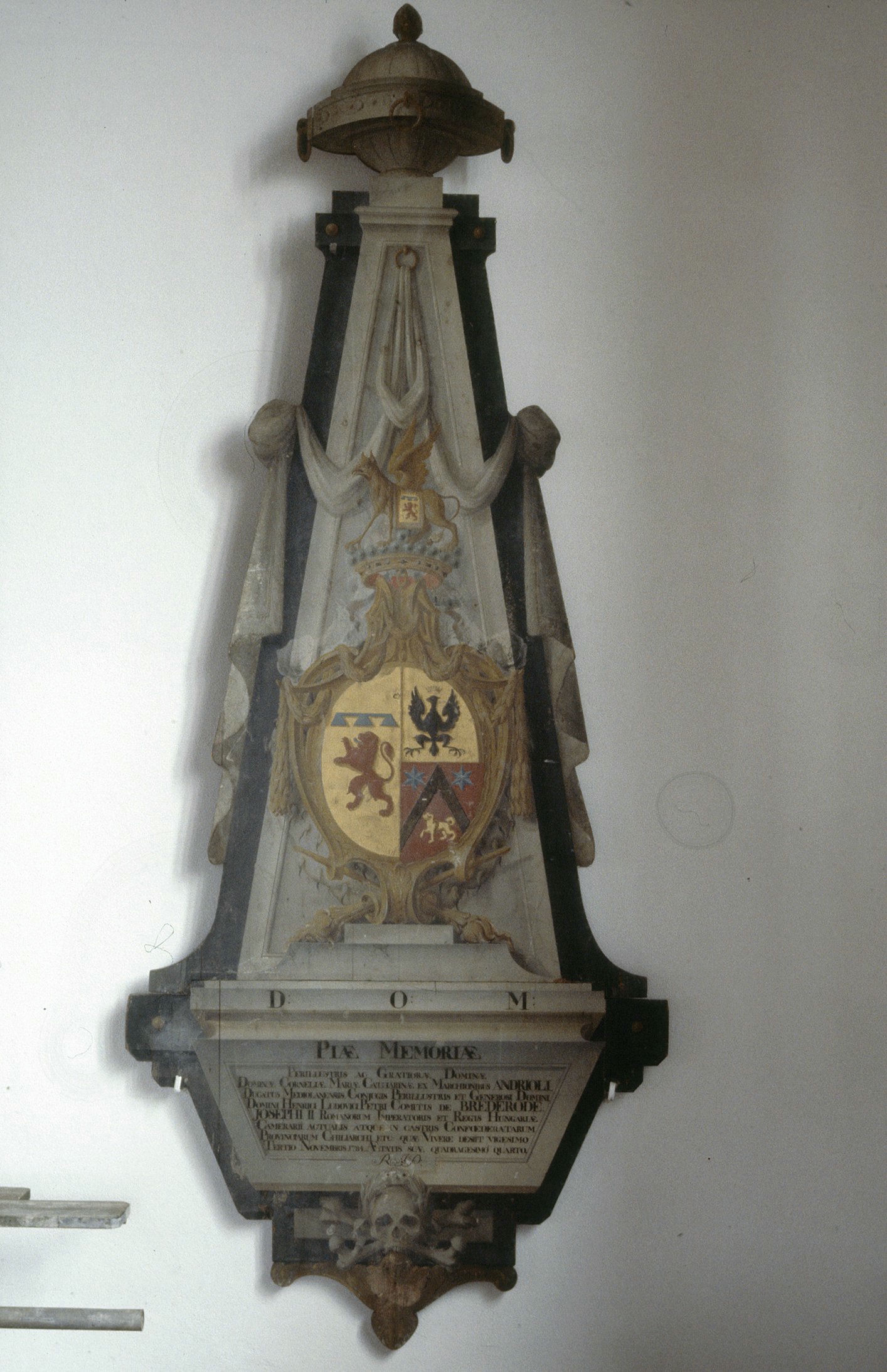
Epitaaf Cornelia Maria Catharina Andrioli. Maartenskerk te Hillegom.

Het epitaaf van Cornelia Maria Catharina Andreoli hangt in de Maartenskerk te Hillegom, vlak bij het graf van Cornelia's vader Bartholomeus. Cornelia Andreoli (Amsterdam 1740 - 1784) groeide op in Huis te Vogelenzang, niet ver van Hillegom.

## Opschrift
Tekst vertaald uit het Latijn:
"Aan de grootste en hoogste God gewijd. Aan de zalige nagedachtenis van de hoogedele en genadige vrouwe Cornelia Maria Catharina markiezin Andrioli, van het hertogdom Milaan, echtgenote van de hoogedele en edelmoedige heer Hendrik Lodewijk Petrus graaf van Brederode, dienstdoend kamerheer van Jozef II, Rooms Keizer en Koning van Hongarije, en kolonel in het leger der Verenigde Provinciën enz. Die heeft opgehouden te leven op de derde november 1784, vier en veertig jaar oud. Zij rust in vrede".

## Heraldiek

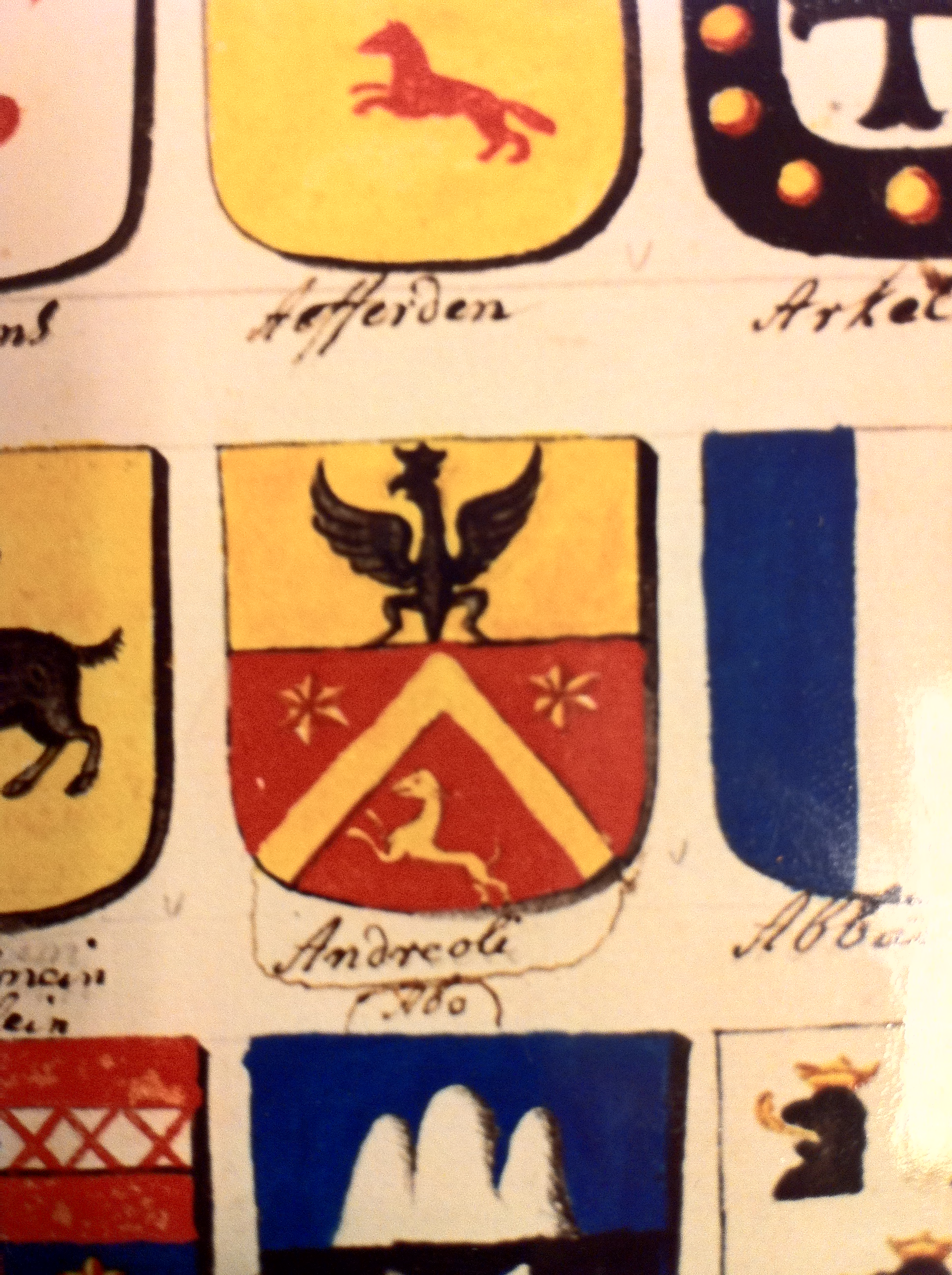
Wapen van Andreoli zoals in de 18e eeuw gedocumenteerd in Nederland.

Op het epitaaf zijn de wapens van het huis Brederode en het Milanese huis Andreoli di Sovico gecombineerd.